# Příseka
Příseka (v letech 1961–1991 Příseka u Světlé, od 1. ledna 1992 do 29. února 1992 Příseka u Světlé nad Sázavou; německy Pschieseka) je obec v mikroregionu Světelsko v okrese Havlíčkův Brod v Kraji Vysočina. Leží v nadmořské výšce 420 metrů na pravém břehu Sázavy a rozkládá se na území 321 ha (z toho tvoří 48 % orná půda a cca 30 % území je zalesněno). Žije zde 440 obyvatel.

## Název
Jméno obce Příseka se vykládá z apelativa přeseka „sekání, mýcení lesů, průseč přes les“.

## Historie
První písemná zmínka o Přísece pochází z roku 1591. Obec byla součástí světelského panství.
Podle reformy z roku 1774 musela být každá obec přidělena k některé škole. Přísecké děti chodily do školy ve Světlé nad Sázavou, kde se až do roku 1860 vyučovalo německy. Škola se nacházela nejprve v malé budově čp. 1 u kostela, později byla umístěna v nově upraveném panském špitále čp. 101. Nové budovy se děti dočkaly v roce 1879. Věřící římskokatolického vyznání také spadali pod farnost ve Světlé nad Sázavou a navštěvovali tamní kostel sv. Václava. Židé se v Přísece trvale neusadili, výjimkou byla jen rodina Heřmana Ohrensteina, který provozoval po roce 1850 hospodu v Přísece čp. 6. V roce 1862 byl zahájen provoz parní pily, která byla postavena nákladem 36 400 zlatých na pozemcích, jež byly zakoupeny od občanů Příseky.
Před druhou světovou válkou byl v obci též kamenický závod, centrála Rolnického družstva, výroba nábytku a restaurace u nádraží. Druhá světová válka si i v Přísece vybrala svou daň. Přísečtí rodáci František Prokop a Václav Radil prošli několika nacistickými věznicemi, Marie Pejcharová a Kateřina Ptáčníková zahynuly při náletu na vlak ve Světlé nad Sázavou 28. prosince 1944.
V roce 1992 byly od Příseky odděleny obce Služátky a Pohleď.

## Obyvatelstvo
Schaller uvádí, že v roce 1787 stálo v Přísece 20 domů s číslem popisným. Vývoj počtu obyvatelstva ukazuje tabulka.
| Rok            | 1869 | 1880 | 1890 | 1900 | 1910 | 1921 | 1930 | 1950 | 1961 | 1970 | 1980 | 1991 | 2001 | 2011 | 2021 |
| -------------- | ---- | ---- | ---- | ---- | ---- | ---- | ---- | ---- | ---- | ---- | ---- | ---- | ---- | ---- | ---- |
| Počet obyvatel | 228  | 270  | 240  | 260  | 309  | 349  | 383  | 411  | 305  | 329  | 321  | 334  | 319  | 413  | 417  |
| Počet domů     | 29   | 36   | 39   | 40   | 39   | 50   | 69   | 89   | 78   | 82   | 89   | 110  | 115  | 136  | 146  |

## Obecní správa

### Obecní symboly
Znak a vlajka byly obci uděleny rozhodnutím předsedkyně Poslanecké sněmovny Parlamentu České republiky dne 24. února 2011.

## Doprava
Na pozemcích katastru obce byla v letech 1867–1871 postavena železniční stanice. Obec protíná silnice ve směru Světlá nad Sázavou – Malčín a Pohleď.

## Občanská vybavenost
Současná občanská vybavenost zahrnuje budovu obecního úřadu, kde se nachází též prostory hostince a knihovny, součástí komplexu je i kulturní dům a přilehlý park a hřištěm pro nejmenší. Okolo nádraží ČD jsou objekty pro dřevozpracující průmysl, stavebniny, sběrné suroviny a zpracování kamene, u nádraží se též nachází restaurace. Zemědělské pozemky obdělává Malčínská a. s. Pro sportovní využití je určeno hřiště s travnatým povrchem. V obci je též rybník.
V obci působí myslivecké sdružení, které též provozuje střelnici. Nedaleko kapličky na návsi stojí požární zbrojnice sboru dobrovolných hasičů. Oba tyto spolky se podílejí na společenském a kulturním životě v obci, pořádají plesy, zábavy a soutěže. V 70. letech se v blízkosti kapličky konaly závody do vrchu, po roce 2000 závody rallye.

## Pamětihodnosti
Uprostřed návsi se nachází opravená kaplička Panny Marie (N 49.67097 E 15.42569), která byla postavena v roce 1866 „ke cti Boží, k ochraně lidí všech a k odvrácení všech pohrom“. Rostou u ní tři staleté lípy. Ve věžičce kapličky byla při rekonstrukci nalezena listina z roku 1868 popisující dění ve vsi za pruské války.  Během první světové války byl z kapličky zrekvírován zvon.
Další sakrální památkou je kamenný křížek (N 49.67119 E 15.41908) a barokní socha Panny Marie (N 49.67633333 E 15.41602778), která je zpodobena jako Immaculata (tj. Neposkvrněného početí), v tradičním zobrazení je to dívka zašlapující hada, jenž obtáčí sféru. Jedná se o dílo neznámého místního mistra. Socha v životní velikosti je umístěna na vysokém podstavci, jehož střední část je po stranách zdobená volutami a na čelní straně rytým zrcadlem s ustupujícími a zaoblenými rohy. Na soše lze nalézt zbytky polychromie. Kvalitní barokní práce patrně dílensky souvisí se skupinou soch před farním kostelem ve Světlé nad Sázavou.

## Galerie

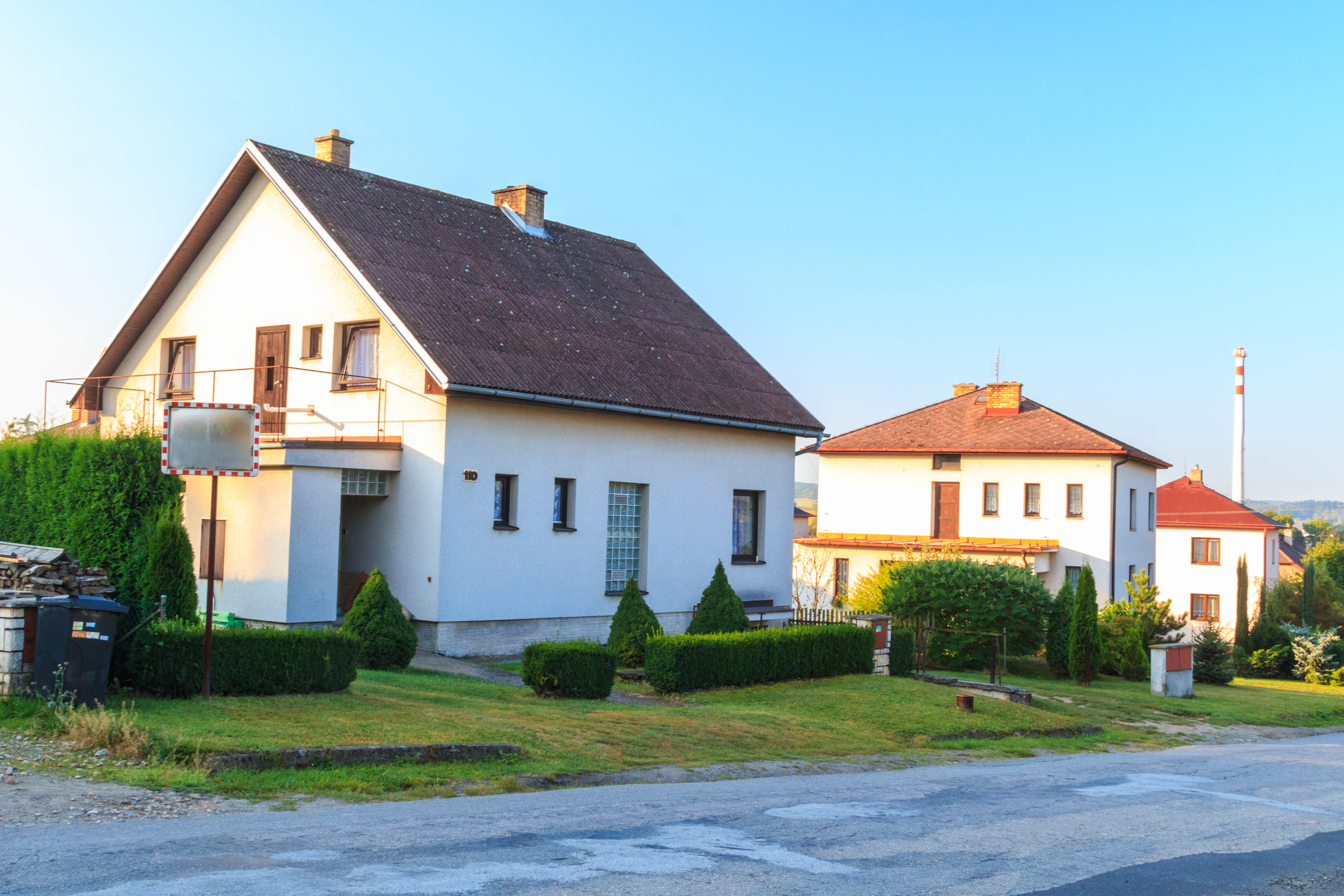
Čp. 110
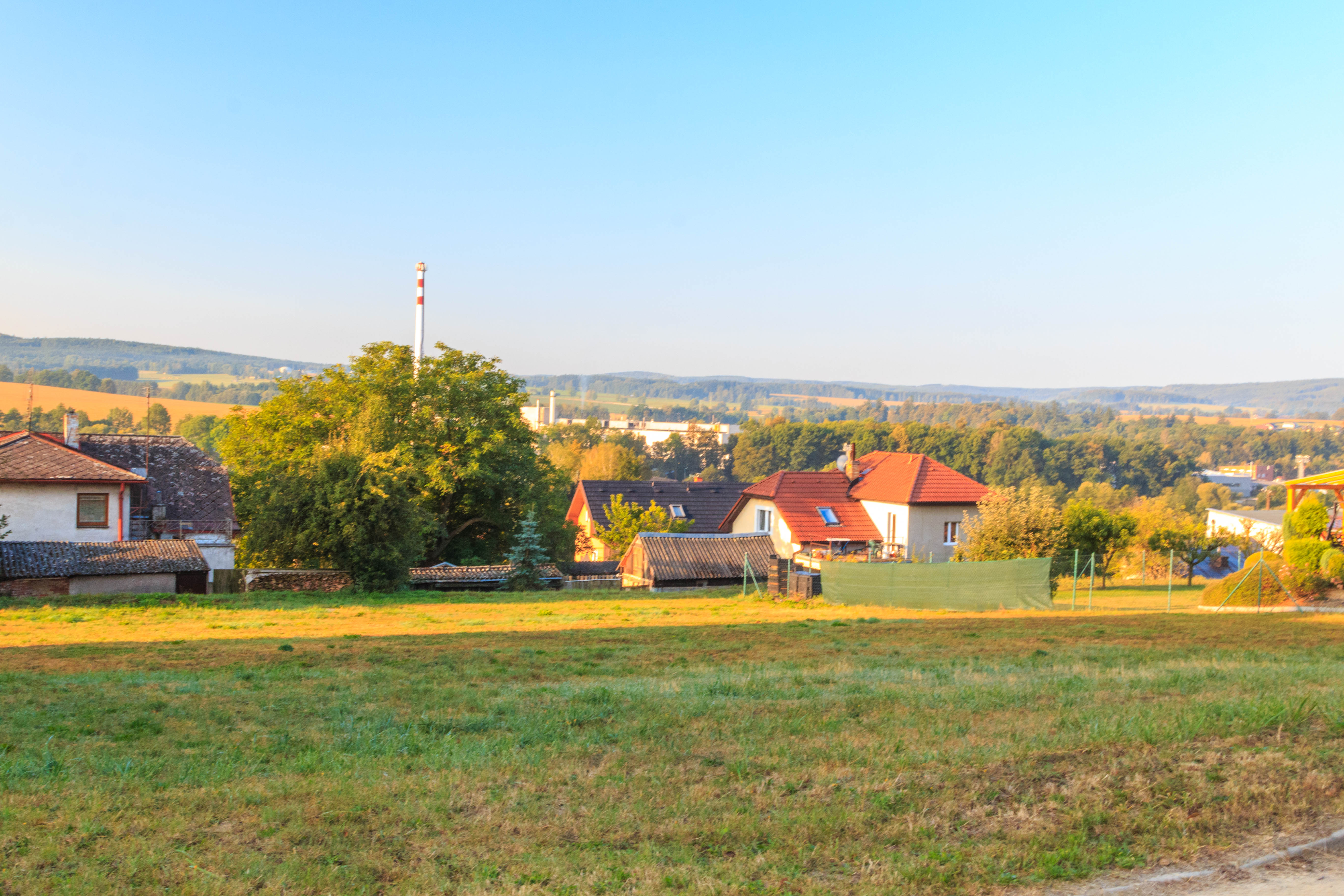
Celkový pohled
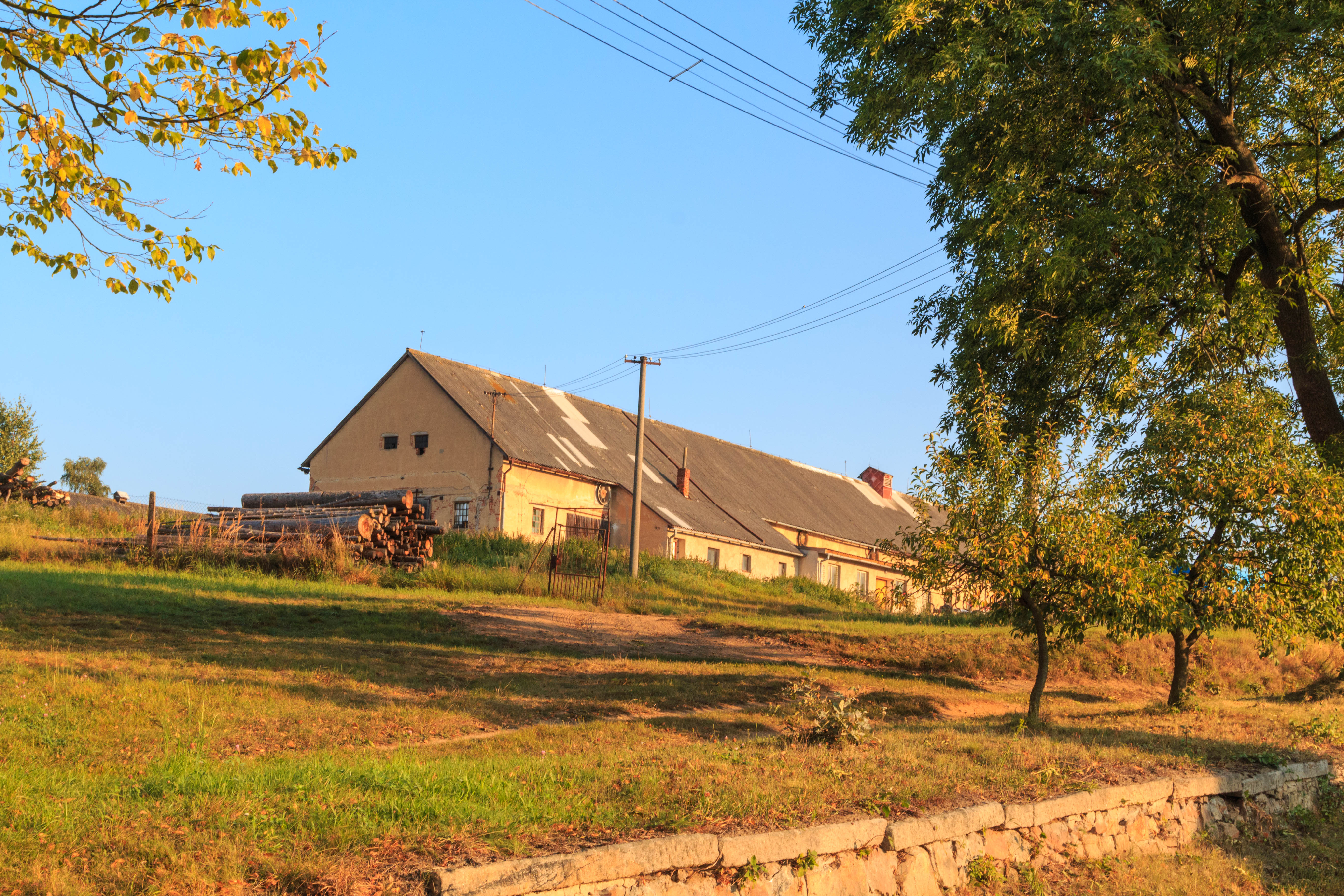
Farma
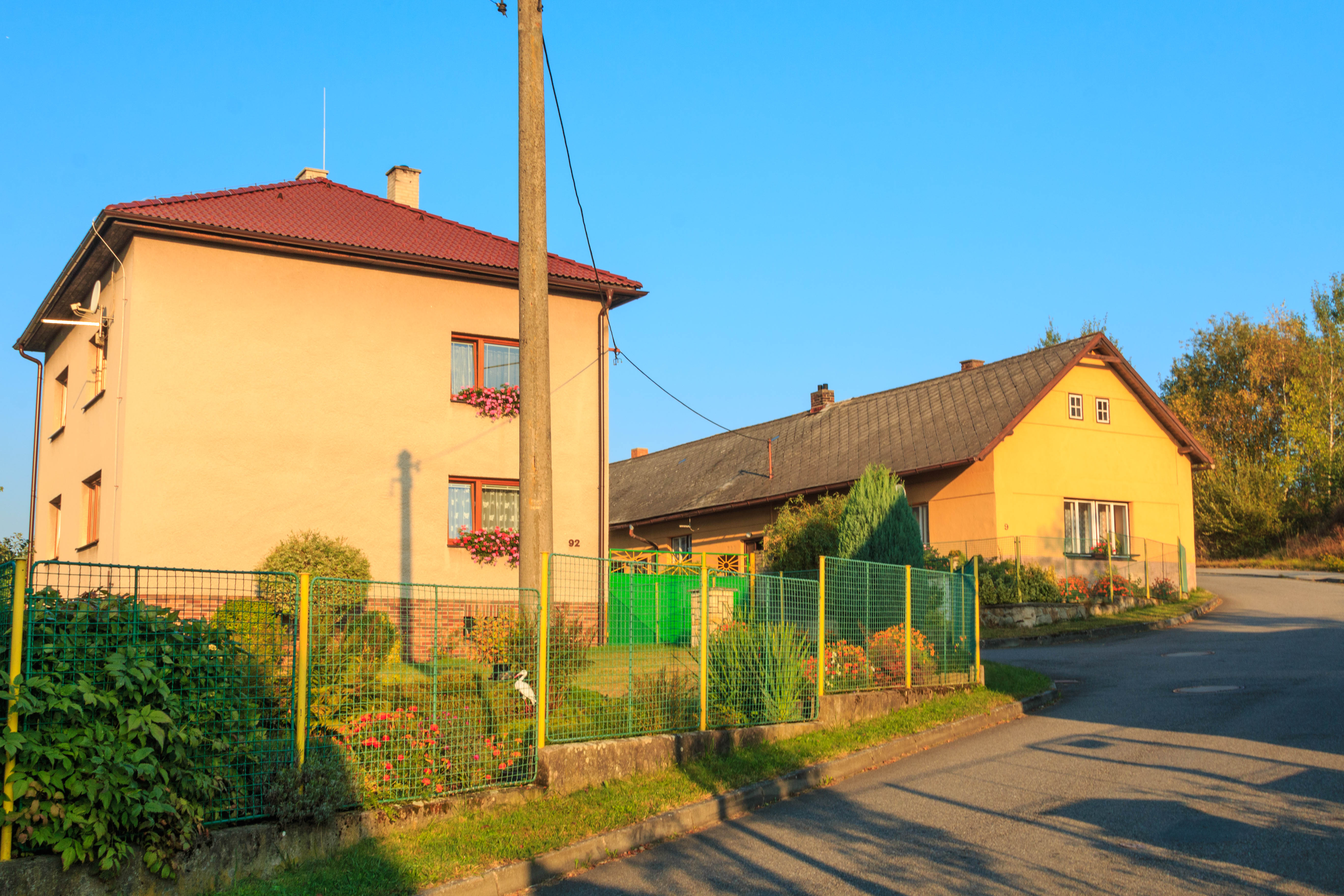
Čp. 92